# Hansl Bock
Hansl Bock (* 22. September 1893 als Johanna Susanne Maria Vogel in München; † 7. Januar 1973 in Freising) war eine deutsche Malerin und gehört zur verschollenen Generation der Kunst Deutschlands.

## Leben
Hansl Bock war die Tochter der Malerin Johanna Merre und Stieftochter des Malers Franz Hienl-Merre, der unter Adolf Münzer studiert hatte, und fand durch seinen Einfluss Zugang zur Künstlervereinigung Scholle. Weitere künstlerische Einflüsse erhielt sie durch ihren Mann Ludwig Bock und den Maler Julius Seyler, unter dem sie studierte. Bildungsreisen erfolgten nach Italien und Spanien, ferner  Aufenthalte in Straßburg und Paris, wo sie 1924 ein eigenes Atelier unterhielt. Ihre erste Ausstellung hatte sie 1927, danach wurde sie Mitglied der Juryfreien Kunstausstellung, ihre letzte Ausstellung erfolgte 1935. Wie bei so vielen der verschollenen Generation ist ihr Werk durch die Kriegsjahre unterbrochen, wenn nicht gar ganz zerstört worden. Bock konnte nach Kriegsende nie mehr an ihre frühen Erfolge als Malerin anschließen.

## Werk
Ihr Stil ist zunächst beeinflusst von ihrer Familie, später, nach ihren Europareisen, richtet sie sich nach Maurice Utrillo, Henri Matisse und Paul Gauguin, sehr stark vom schwindenden Expressionismus beeinflusst, außerdem von der naiven Kunst. Ihre Bilder sind stark reinfarbig gehalten, kontrastreich, in ihrer Maltechnik bevorzugt sie den pastosen Auftrag, der die Bilder fast reliefartig erscheinen lässt, mit nervöser Hand spontan aufgetragenen Farben, mit teils (bewusst?) harten dissonanten Brüchen und Übergängen. Die ausgeprägte figurative und perspektivische Verzerrung ihrer erhaltenen Werke lassen Anklänge an Surrealismus und Resteinflüsse von Dadaismus erahnen.